# Tamara Tatham
Tamara Tatham (19 de agosto de 1985) é uma basquetebolista profissional canadense.

## Carreira
Tamara Tatham integrou a Seleção Canadense de Basquetebol Feminino, em Londres 2012 e Rio 2016.